# Dulce María Loynaz
Dulce María Loynaz Muñozová, nepřechýleně Dulce María Loynaz Muñoz (10. prosince 1902 Havana, Kuba – 27. dubna 1997, Havana) byla kubánská spisovatelka (hlavně básnířka), považovaná za jednu z předních osobností kubánské a světové literatury. V roce 1992 jí byla udělena Cervantesova cena (španělsky Premio Miguel de Cervantes, nejprestižnější literární ocenění pro španělsky píšící autory z celého světa, udělované za celoživotní dílo). 
Své první básně publikovala v časopise La Nación v roce 1920, ve kterém také navštívila USA. Od té doby podnikla četné cesty po Americe, téměř po celé Evropě a do dalších zemí, včetně návštěv Turecka, Sýrie, Libye, Palestiny a Egypta. V roce 1927 získala doktorát z práva na Havanské univerzitě. V roce 1937 navštívila Mexiko, v letech 1946–1947 několik jihoamerických zemí a v letech 1947–1951 Kanárské ostrovy. Zejména Tenerife si velmi oblíbila, o tomto ostrově napsala cestopis a byla zde prohlášena za adoptivní dceru (hija adoptiva).

## Život a dílo

### Dětství a mládí
Narodila se jako María de las Mercedes Loynaz Muñoz, byla dcerou slavného generála Enriqueho Loynaze del Castilla, hrdiny Kubánské osvobozenecké armády a autora textu pochodu „El Himno Invasor“. Vyrůstala v rodině s velkým zájmem o umění a kulturu, s hlubokým vlasteneckým cítěním. Se svými sourozenci Enriquem, Carlosem Manuelem a Flor vyrůstala v přepychu a celé dětství strávila ve známém domácím prostředí, které bylo velmi příznivé pro rozvoj uměleckého cítění. 
Nikdy nenavštěvovala veřejné ani státní školy. Preceptoři chodili sourozence vzdělávat do velkého domu rodiny, nejprve v centru Havany, později v luxusní obchodní čtvrti El Vedado. Všechny děti generála psaly básně, také bratr Enrique Loynaz Muñoz se stal básníkem. Až ve 20. letech začala Dulce María spolu s bratrem Enriquem studovat právo na Havanské univerzitě.
Ačkoli Dulce María prožila dětství výhradně v chráněném prostředí rodinného domu, její raná dospělost byla mnohem dobrodružnější a zahrnovala zážitky, které byly v té době dostupné pouze bohatým mladým ženám, a to i mimo Kubu. Od dvacátých let 20. století hodně cestovala po mnoha zemích několika kontinentů. Již v době, kdy ji bylo mezi dvaceti a třiceti roky, publikovala řadu básní.

### Vzdělání a povolání
Na Havanské univerzitě získala v roce 1927 doktorát z práv a v omezeném rozsahu tuto profesi vedle literární činnosti vykonávala až do roku 1961. Přestože se právu nevěnovala na plný úvazek, byla ve své vlasti uznávanou právničkou a v roce 1944 obdržela dnes již zaniklý Řád Gonzáleze Lanuzy (Orden González Lanuza), který byl udělovaný těm, kteří přispěli k rozvoji právnického oboru. Byla první ženou, která toto ocenění obdržela. 
Kromě toho, že od 20. let hodně cestovala, díky svému talentu a vysokému společenskému postavení rodiny se navíc osobně stýkala s mnoha významnými španělsky píšícími autory a autorkami z několika zemí. Mezi ně patřili: španělský spisovatel Federico García Lorca (zastřelen frankisty v roce 1936), chilská básnířka Gabriela Mistralová (v roce 1945 získala Nobelovu cenu za literaturu), kubánsko-francouzský spisovatel a muzikolog Alejo Carpentier a španělský spisovatel Juan Ramón Jiménez (který rovněž získal Nobelovu cenu za literaturu, a to v roce 1956). 

### Vliv cest na dílo
Její první texty vyšly v časopise La Nación v roce 1920 (některé zdroje uvádí již rok 1919), když jí bylo sedmnáct let: Invierno de almas (Zima duší) a Vesperal (Večernice). V tomto časopisu poté často publikovala až do roku 1938. V roce 1929 podnikla Dulce María spolu s matkou a sestrou Flor rozsáhlou cestu na Blízký východ, kde navštívily Turecko, Sýrii, Libyi, Palestinu a Egypt. Tato cesta básnířku obzvláště ovlivnila a po návštěvě Luxorského muzea a prohlídce nedlouho předtím objevené Tutanchamonovy hrobky napsala lyrickou epistolární báseň s hlubokým romantickým podtextem věnovanou zesnulému faraonu.

### Román Jardín
Dulce María Loynaz začala psát svůj první a jediný román Jardín (Zahrada) v roce 1928 a dokončila ho 1935, ve Španělsku však vyšel až v roce 1951. Román dopsala krátce poté, co kubánské ženy získaly volební právo. Třicátá léta 20. století byla obdobím velké feministické aktivity, na Kubě vzkvétalo dynamické a účinné ženské hnutí a ženská práva se stala součástí kubánského politického povědomí. Feministický postoj, který Dulce María Loynaz v románu Jardín projevuje, je silně spjat s obrazem města. Román začíná i končí pohledem hlavní románové hrdinky ze zahrady na město, které se podobá Havaně. 
Román obsahuje charakteristické prvky magického realismu, což je zásadní při posuzování a analýze tohoto díla, bereme-li v úvahu, že byl napsán mezi roky 1928–1935. Předjímá tak spisovatele, kteří tento umělecký směr rozvíjely v druhé polovině 20. století. Ačkoli vše okolo románu Jardín je kontroverzní, je třeba uznat, že stylistické prvky, které autorka použila, postavily tento román do pozice předchůdce současného latinoamerického románu. Chilská básnířka a nositelka Nobelovy ceny za literaturu Gabriela Mistralová o románu řekla: četba románu Jardín byla pro mě nejlepší „přehlídkou“ španělského jazyka, jakou jsem za dlouhou dobu zažila...

### Na Kanárských ostrovech
Poté co v letech 1946–1947 procestovala několik jihoamerických zemí a v roce 1947 vydala sbírku básní Juegos de aguaa, v letech 1947–1951 opakovaně a dlouhodobě pobývala na Kanárských ostrovech. Zejména největší ostrov Tenerife si básnířka zamilovala hned při své první cestě a přijala Španělsko za svou druhou vlast. O tomto ostrově napsala cestopis Un verano en Tenerife (Léto na Tenerife, vyšlo 1958). Tato kniha byla podle jejích vlastních slov „tím nejlepším, co jsem kdy napsala“.
Zdejší pobyty také přispěly k tomu, že její dílo se stalo známějším v kontinentálním Španělsku a bylo v této zemi velmi dobře přijato. Také místní obyvatelé si autorku během jejích pobytů na ostrově oblíbili a  byla zde prohlášena za adoptivní dceru (španělsky „hija adoptiva“). K tomu došlo v roce 1951 ve městě Puerto de la Cruz na severním pobřeží Tenerife, při slavnostním ceremoniálu v nejstarším hotelu (Gran Hotel) Taoro. Pod hotelem je na prudkém svahu park Taoro („Parque Taoro“) a vyhlídka v horní části parku byla v roce 1996 pojmenovaná po této básnířce („Mirador Dulce María Loynaz“).
U vyhlídky, z které je pěkný pohled na centrum města, se nachází její menší socha (busta) a vedle ní kámen s pamětní deskou, na které jsou v překladu následující texty (španělský originál viz fotografie): Vyhlídka Dulce María Loynaz / kubánská básnířka 1902–1997 / adoptivní dcera Puerto de la Cruz / „Dny v přístavu letí jako listy kalendáře ve větru moře.“ („Los días en el puerto vuelan como hojas de almanaque al viento del mar.“)

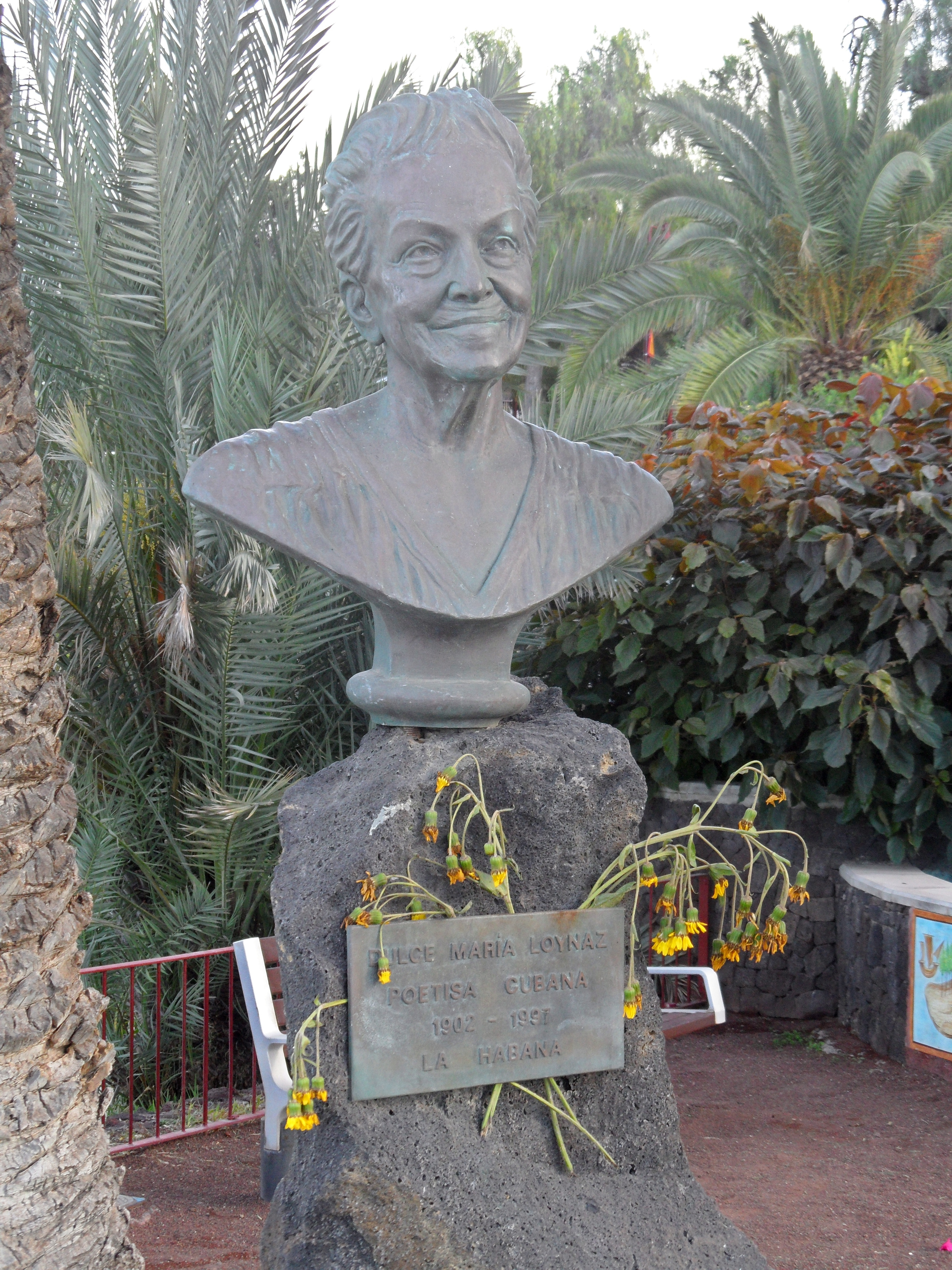
Puerto de la Cruz, ostrov Tenerife: vyhlídka s její bustou...
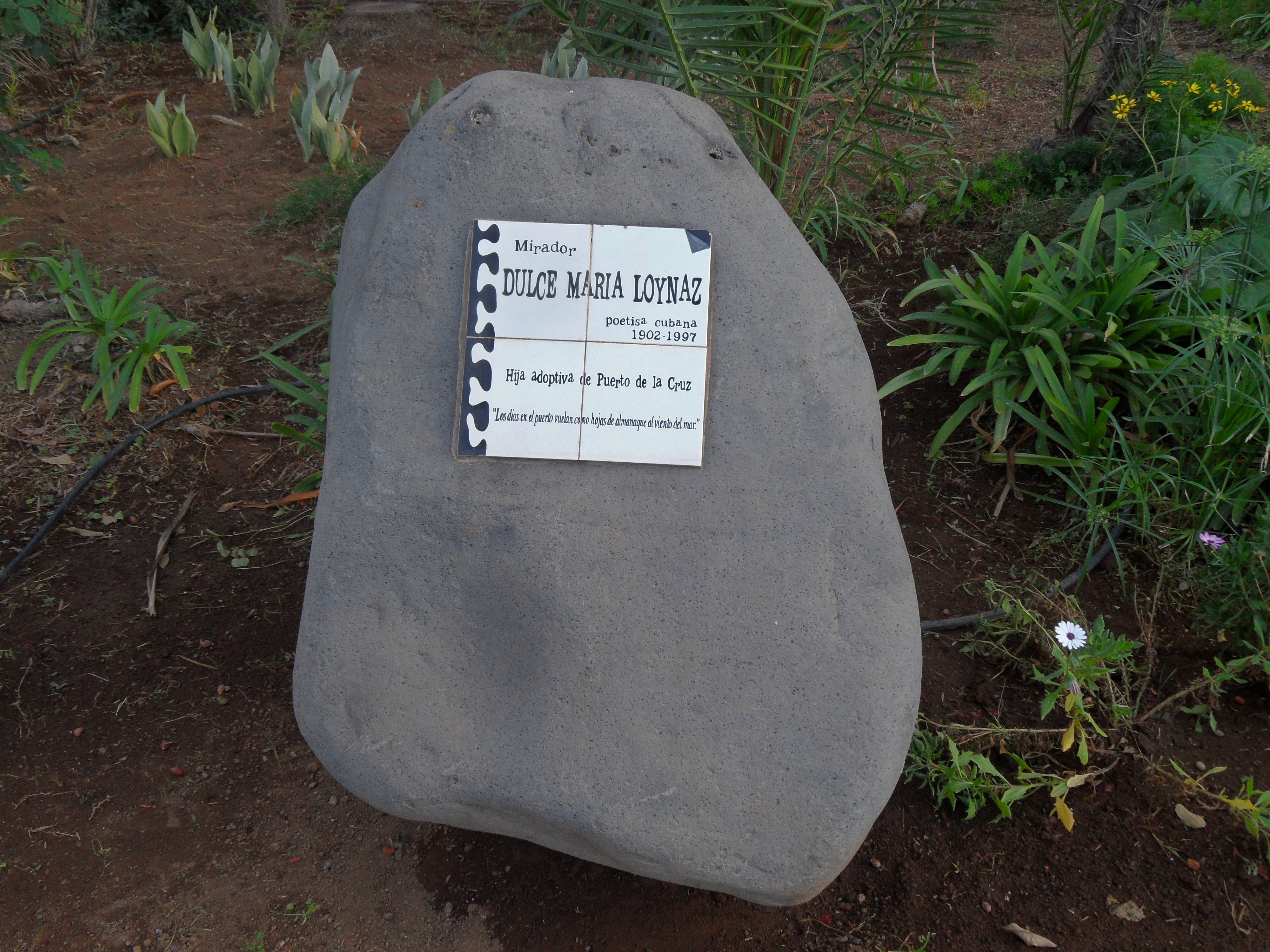
... a pamětní deska s citátem a připomínkou („adoptivní dcera“).

### Padesátá léta
Od roku 1950 se o její dílo zajímala španělská nakladatelství, která postupně vydala nebo znovu vydala téměř všechna dosud napsaná díla. V roce 1950 v Madridu vyšla sbírká Versos, v roce 1951 její jediný román Jardín, napsaný v letech 1928–1935 a charakterizovaný již dříve. V roce 1953 následovaly knihy Carta de amor al rey Tut-Ank-Amen a  Poemas sin nombre, v roce 1958 sbírka Ultimos días de una casa a rovněž již zmíněný cestopis Un verano en Tenerife.
Pravidelně také publikovala v různých významných novinách a časopisech té doby, jako nejčtenější španělské noviny El País a druhý největší španělský deník El Mundo, Diario de la Marina (nejstarší kubánské noviny, vycházely od roku 1832, ale zanikly 1960 v důsledku tzv. Kubánské revoluce), druhé nejstarší mexické noviny Excélsior, dále Revista Cubana, Revista Bimestre Cubana, Social, Grafos, Orígenes a několik dalších. 
Padesátá léta jsou rovněž obdobím největší mezinárodní aktivity. V roce 1953 se jako čestný host univerzity zúčastnila oslav, které se konaly u příležitosti 700. výročí pojmenování Univerzity v Salamance (španělsky Universidad de Salamanca). Tato univerzita byla založena již v roce 1218 a je tak nejstarší ve Španělsku a jednou z nejstarších v Evropě. Její kniha Poemas sin nombre byla v roce 1955 přeložena také do italštiny. 
Účastnila se mnoha konferencí a autorských čtení nejen na Kubě, ale také ve Španělsku a v několika zemích Latinské Ameriky. Přibližně ve stejné době přitáhla svým dílem také pozornost nejznámějších španělských kritiků a různých významných institucí. V roce 1951 byla zvolena členkou Národní akademie umění a literatury, v roce 1959 Kubánské akademie jazyka (Academia Cubana de la Lengua) a zhruba o desetiletí později (1968) také Španělské královské akademie (Real Academia Española, která je oficiálním regulátorem španělského jazyka).
V roce 1959 na Kubě dobrovolně přestala psát a publikovat. V situaci, jaká na Kubě panovala v posledních 40 letech, není překvapivé, že se osoba tak uzavřeného charakteru, jako byla Dulce María Loynaz, stáhla do ústraní, ani to, že její veřejná prohlášení byla vždy mimořádně diskrétní, vlastenecká, a přesto nepolitická. Ještě více zarážející je skutečnost, že podle všech jejích nejbližších přátel přestala psát poezii, když v roce 1959 zvítězila revoluce. Ačkoli její tvorbu tolik jejích přátel charakterizovalo jako soukromé povolání, možná ji úplný zánik společenského světa, který ji podporoval, umlčel.

### Po tzv. kubánské revoluci
Jestliže padesátá léta byla mimořádně činorodým obdobím včetně mnoha mezinárodních aktivit, nejen 60. léta, ale celá tři desetiletí se stala pravým opakem. Po vítězství tzv. kubánské revoluce dobrovolně přestala psát a publikovat, na více než 30 let se izolovala od společenského života a uzavřela ve svém domě ve čtvrti El Vedado. Toto dlouhé období její života je ve španělštině často nazýváno termínem „mutismo“: období mlčení. 
Právě její apolitický postoj v době, kde se ustavoval nový režim, ji však způsobil nedostatečné uznání ve vlastní zemi. Dostala řadu nabídek ze Španělska a Spojených států, ale nikdy neopustila svou zemi, snad proto, že byla dcerou generála osvobozenecké armády. Při jedné příležitosti, když byla požádána, aby opustila svou vlast, řekla: „Jsem dcerou toho, kdo bojoval za svobodu Kuby, ten, kdo musí odejít, je synem toho, kdo chtěl, aby zůstala kolonií.“ Žila ve vnitřním exilu ve své vlastní zemi.
Na Kubě ji další knihy vyšly po velmi dlouhé pauze.  V roce 1985 vyšla sbírka Poemas escogidos, několik dalších až v 90. letech, na sklonku jejího života:  v roce 1991 Bestiarium a La novia de Lázaro. V roce 1992 (kdy ji bylo 90 let) vydalo nakladatelství Diputación de Cádiz knihu Poemas náufragos a nakladatelství Espasa Calpe vydalo rozsáhlou antologii jeho díla.
Objevení jejího díla početným a nadšeným kubánským publikem po desítkách let vnitřního exilu pro ni muselo být jako návrat holubice „Noe“ z její básně, která nese zelenou ratolest, jež znamená bezpečný přístav. Její poslední dílo, Fe de vida (Víra života), spatřilo světlo světa v roce 1993, kdy se v Pinar del Río konalo první iberoamerické setkání o jejím díle a životě. Některé texty z její tvorby byly navíc zhudebněny různými zpěváky a skladateli.
V roce 2001 (tedy již několik let po jejím úmrtí) vydal mladý kubánský badatel (nyní žijící v Mexiku) Roberto Carlos Hernández Ferro v havanském nakladatelství Extramuros výbor z téměř neznámých básní považovaných za její první texty, které byly roztroušeny v periodickém tisku dvacátých let. Tento výběr byl seskupen pod názvem El áspero sendero, což je současně název první básně ve výběru. Editor výboru také v prologu pečlivě a důkladně upřesňuje správné datum vydání sonetu Diez sonetos a Cristo, a to v novinách La Nación v dubnu 1920, nikoli v roce 1921 v Revista de la Asociación Femenina de Camagüey, jak se uvádělo do té doby.

### Město Pinar del Río
Její mlčení a uzavření se ve vlastním domě bylo tak silné, že po čase se mnozí Kubánci domnívali, že již zemřela. Někteří tvrdili, že odešla do zahraničí se svým manželem Pablem Álvarezem de Cañas, jiní sice tušili, že stále žije v Havaně, ale nevěděli přesně kde. Tuto situaci změnili až dva muži z města Pinar del Río, hlavního města stejnojmenné provincie, které leží na východě ostrova, skoro 200 kilometrů od Havany.
Prvním byl pianista José Antonio Martínez de Osaba, který básnířku našel v roce 1969 a díky rozsáhlé korespondenci a pravidelným návštěvám se z nich stali blízcí přátelé. Druhým byl historik Aldo Martínez Malo, který se s ní seznámil v roce 1971 a s nímž básnířka také vedla rozsáhlou korespondenci, která byla později shromážděna ve sbírce dopisů Cartas que no se extraviaron (Dopisy, které se neztratily). 
V Pinar del Río získala spolu se svými sourozenci řadu ocenění. V roce 1990, poté co darovala svou osobní knihovnu, která obsahovala významné tituly, mnohá první vydání a díla věnovaná spisovatelce jinými autory, bylo ve městě Pinar del Río založeno „Centro de Promoción y Desarrollo de la Literatura Hermanos Loynaz“  (Centrum sourozenců Loynazových pro propagaci a rozvoj literatury). V roce 1993 se ve městě konalo již zmíněné první iberoamerické setkání o jejím díle a životě, které se od té doby koná víceméně každoročně.

### Ocenění a závěr života
Řadu ocenění získala již v první polovině svého života, např. v roce 1947 jí byl udělen španělský Řád Alfonse X. Moudrého (Orden Civil de Alfonso X el Sabio) a ve stejném roce obdržela jedno z nejvyšších kubánských vyznamenání Řád Carlose Manuela de Céspedes (Orden Carlos Manuel de Céspedes). 
V roce 1953 získala Řád Mariany Grajales. Jak již bylo zmíněno, v roce 1951 byla v Puerto de la Cruz na Tenerife prohlášena za adoptivní dceru tohoto ostrova a v roce 1959 byla jedna z ulic hlavního města Santa Cruz de Tenerife pojmenována na její počest. Ve stejném roce ji papež Pius XII. udělil vyznamenání Pro Ecclesia et Pontifice.
V pozdějších letech získala ještě několik různých vyznamenání nebo čestných titulů. Nejvyššího mezinárodního ocenění se však dočkala v roce 1992, kdy ji za celoživotní dílo byla udělena  Cervantesova cena (španělsky Premio Miguel de Cervantes), která je považována za nejprestižnější literární ocenění pro španělsky píšící autory z celého světa.
Dne 15. dubna 1997 jí Španělské kulturní centrum v Havaně vzdalo hold v její rezidenci ve čtvrti El Vedado u příležitosti výročí vydání jejího díla Jardín. Téhož dne byla ve velmi vážném zdravotním stavu přijata do nemocnice CIMED. Zemřela 27. dubna 1997 ve věku 94 let na zástavu srdce. Stejně jako její tři sourozenci po sobě nezanechala žádné potomky. 
Byla pohřbena na rodinném hřbitově 28. dubna ráno, v den narozenin svého zesnulého manžela Pabla Álvareze de Cañas. Posledního rozloučení s básnířkou se zúčastnili významní představitelé kubánské kulturní a politické sféry, zástupci katolické církve, ale především prostí lidé, zatímco v pozadí byl z reproduktorů slyšet její vlastní hlas, který recitoval část díla, za které získala Cervantesovu cenu.

## Přehled díla

### Poezie
- Versos (1950)
- Juegos de agua
- Carta de amor al rey Tut-Ank-Amen (1953)
- Poemas sin nombre (1953)
- Últimos días de una casa (1958)
- Poemas escogidos (1985)
- Poemas náufragos (1991)
- Bestiarium (1991)
- Finas redes (1993)
- La novia de Lázaro (1993)
- Poesía completa (1993)
- Melancolía de otoño (1997)
- La voz del silencio (2000)
- El áspero sendero (2001)

### Jiné žánry
- Jardín (1951, Zahrada: román)
- Un verano en Tenerife (1958, Léto na Tenerife: cestopis)
- Yo fui (feliz) en Cuba (1993, Byla jsem (šťastná) na Kubě: kroniky)
- Canto a la mujer. Tomo I y II (1993, eseje)
- Confesiones de Dulce María Loynaz (1993, rozhovory)
- Fe de vida (1994, esej)
- Cartas a Julio Orlando (1994, epistolář)
- Un encuentro con Dulce María Loynaz (1994, rozhovory)
- Alas en la sombra (1995, autobiografické texty)
- Cartas que no se extraviaron (1997, epistolář)
- Cartas de Egipto (2000, epistolář)
- La palabra en el aire (2000, esej)